# Підземні сховища природного газу в Україні
Підземні сховища природного газу в Україні — станом на початок ХХІ ст. — комплекс підземних газосховищ на території України, що складається з 13 об'єктів, проєктна потужність яких за активним газом становить 37,8 млрд м3, з максимальною добовою продуктивністю — 383,0 млн м3. За своїми показниками український комплекс ПСГ посідає третє місце у світі (після США та Росії) та друге — в Європі. Питома вага активної місткості українських ПСГ в Європі складає 20 %.

## Загальна характеристика
Підземні сховища природного газу є одним із найважливіших технологічних елементів газотранспортної системи України, який забезпечує її надійну та безперебійну роботу. Підземні сховища газу (ПСГ) створені на базі виснажених газових і газоконденсатних родовищ. Розташовані в усіх нафтогазових провінціях країни на глибині від 400 до 2000 м.
На сьогодні Україна має розвинуту мережу підземних сховищ природного газу, потенційні можливості якої є значними. Загально досягнута активна місткість підземних сховищ становить більше 24 млрд м3 газу, що відповідає 70 % проєктної величини, а їхня сумарна можлива максимальна продуктивність на початок сезону відбирання дорівнює близько 327 млн м3/доб. Західноукраїнський комплекс ПСГ є найпотужнішим комплексом сховищ в Україні, який задовольняє потреби Західного регіону країни як у необхідних об'ємах зберігання газу, так і у продуктивності. Він забезпечує надійність постачання газу не тільки в західному регіоні, а й транзитних поставок експортного газу в країни Західної та Східної Європи. Водночас в інших регіонах України (Північному, Центральному, Східному та Південному) існує значний дефіцит потужностей підземного зберігання газу. Особливо це стосується Східного регіону та Подніпров'я, де зосереджений найбільший промисловий потенціал країни.
З технічного погляду ПСГ є надзвичайно складною системою, основними елементами якої є пласт-колектор, зв'язаний з поверхневим обладнанням свердловинами. Режими роботи цих об'єктів на відміну від газових родовищ нестабільні в часі, що ускладнює їхню надійну експлуатацію. Тому наукові дослідження особливостей експлуатації ПСГ в умовах пружноводонапірного режиму їхнього розроблення, які спрямовані на вивчення формування газонасиченого об'єму покладу, виявлення особливостей прояву пружноводонапірного режиму під час циклічної експлуатації сховища, визначення впливу покладу на водоносну зону пласта, є актуальними проблемами підвищення надійності газопостачання.
Враховуючи геостратегічне положення України та впровадження в її економіку ринкових відносин, наявність значної потужності сховищ в західному регіоні дає можливість створювати в майбутньому необхідні резерви природного газу для країн Східної Європи, де є обмежені можливості для його підземного зберігання. Для їхньої експлуатації передбачені 1535 свердловин і компресорні станції загальною потужністю 631,1 МВт. Із загальної кількості газосховищ 5 мають проєктний об'єм від 2 млрд м3 і більше, а одне з них перевершує 21 млрд м3. При проєктних об'ємах зберігання український комплекс газосховищ дозволяє забезпечувати 40 % річного й близько 50 % добового обсягу споживання газу в країні й, окрім того, гарантує надійність транзиту газу.
Основними технологічними показниками ПСГ є буферний і активний газ, добова продуктивність сховища, тривалість відбору активного газу, кількість експлуатаційно-нагнітальних свердловин, максимальний і мінімальний пластові тиски.
Підземне зберігання газу є засобом регулювання постачання газу газотранспортними підприємствами, які експлуатують протяжні системи газопроводів і забезпечують поставки газу не тільки місцевим розподільчим підприємствам, але і пряме постачання крупним промисловим підприємствам і електростанціям. Підземні газосховища України характеризуються: активним об'ємом газу обсягом 31,95 млрд.м3, добовою продуктивністю — 250 млн.м3/добу.

## Розташування газосховищ
За місцем розташування та підключення до системи магістральних газопроводів в Україні виділяють чотири комплекси підземного зберігання газу: Західний, Центральний, Східний і Південний.
Західний комплекс створений у Прикарпатському регіоні в системі трансконтинентальних, міждержавних і внутрішньодержавних газопроводів і містить 5 газосховищ: Більче-Волицько-Угерське (16 гор.), Угерське (14-15 гор.), Опарське, Дашавське й Богородчанське. Підземні газосховища комплексу пов'язані системою газопроводів, що створює сприятливі умови для перерозподілу потоків газу, задоволення потреб місцевих і віддалених споживачів. Також з'являється можливість накопичувати необхідні резерви газу для розв'язку оперативних і стратегічних завдань. Досягнута потужність комплексу за активним об'ємом становить близько 81 % від загальної величини активного газу в газосховищах країни; за фондом експлуатаційних свердловин — 53 % від загального числа експлуатаційних свердловин, пробурених на підземних газосховищах України.
Центральний комплекс, що містить Олишівське, Червонопартизанське, Солохівське й Кегичівське газосховища, створений у Київській системі внутрішніх, міждержавних і трансконтинентальних газопроводів і призначений для забезпечення надійності газопостачання споживачів м. Києва, Київської, Харківської, Полтавської та Чернігівської областей.
Досягнута величина активного об'єму газу становить 11,5 % від загальної величини активного газу в газосховищах країни; фонд експлуатаційних свердловин — 16 % від загального числа експлуатаційних свердловин, пробурених на підземних газосховищах.
Східний комплекс у складі Краснопопівського та Вергунського газосховищ створений у системі Донецького кільця газопроводів і призначений для забезпечення надійності газопостачання споживачів Донбасу.
Величина активного газу в межах комплексу становить 2,5 % від загальної величини активного газу в газосховищах країни, а фонд 24 експлуатаційних свердловин становить 8 % від загальної кількості експлуатаційних свердловин, пробурених на ПСГ.
Південний комплекс створений у Придніпровському регіоні в системі газопроводів південного напрямку та містить у собі 2 підземні газосховища: Пролетарське й Глібівське. Досягнута величина активного об'єму газу в межах комплексу становить 5 % від загальної величини активного газу в газосховищах країни, фонд експлуатаційних свердловин — 23 % від загального числа експлуатаційних свердловин, пробурених на ПСГ України.

## Використання ПСГ
Підземні сховища газу зазвичай використовуються для регулювання нерівномірності газопостачання в сезонні періоди, які залежать від навколишнього середовища, тобто від температури. Вони дозволяють газотранспортним підприємствам підвищувати коефіцієнт використання газопроводів, що дає змогу знизити питомі витрати при доставці газу споживачам, а також підвищити її надійність і безперервність.
Окрім підвищення показників надійності газопостачання, підземне зберігання газу відіграє значну роль також як засіб оптимізації навантаження трубопроводів i, відповідно, зменшення питомих експлуатаційних витрат газотранспортного комплексу, особливо в умовах загостреної конкуренції з боку альтернативних джерел енергії.
Підземні газосховища України призначені для:
- регулювання сезонної нерівномірності газоспоживання;
- додаткової подачі газу споживачам при екстремальних зниженнях температури як в окремі дні, так і в період аномально холодних зим;
- створення довгострокових резервів газу при виникненні непередбачених екстремальних ситуацій, таких як довгострокове припинення поставок газу у зв'язку з великими аваріями, стихійними лихами, відмовами постачальників тощо;
- резервування газу в випадку виникнення короткочасних аварійних ситуацій у системі газопостачання;
- забезпечення надійності транзиту експортного газу територію України.

У систему 12 підземних сховищ "Укртрансгазу", 100% якого належить НАК "Нафтогаз України", загальною проектною ємністю 31 млрд куб. м, входять Більче-Волицько-Угерське ПСГ (17,05 млрд куб. м), Угерське (1,9 млрд куб. м), Дашавське (2,15 млрд куб. м), Опарське (1,92 млрд куб. м ), Богородчанське (2,3 млрд куб. м), Червонопартизанське (1,5 млрд куб. м), Солохівське (1,3 млрд куб. м), Олишівське (0,31 млрд куб. м), Пролетарське (1 млрд куб. м), Кегичівське (0,7 млрд куб. м), Краснопопівське (0,42 млрд куб. м) і знаходиться на тимчасово окупованій території Вергунського (0,4 млрд куб. м).

## Список ПСГ
- Більче-Волицько-Угерське ПСГ